# 웬델 모틀리
웬델 모틀리(Wendell Mottley, 본명: Wendell Adrian Mottley ORTT, 1941년 7월 2일 ~ )는 트리니다드 토바고의 경제학자, 정치인, 운동선수이다. 모틀리는 트리니다드 토바고 의회에서 상원의원과 하원의원을 역임했으며 1991년부터 1995년까지 재무부 장관을 역임했다. 아이비리그 단거리 선수였으며 1964년에 두 개의 올림픽 메달을 획득했다.